# Gymnázium Evolution Jižní Město
Gymnázium Evolution Jižní Město je jedním z kampusů Gymnázie Evolution. Jedná se o všeobecné čtyřleté a šestileté gymnázium v Praze, sídlící na Jižním Městě v Praze 11. Sloganem školy je „Vidíme svět v souvislostech".

## Historie školy
V průběhu roku 1991 připravovali zřizovatelé Růžena Preissová, Jiří Němeček a Jan Volt založení školy, která by reflektovala nové společenské poměry po pádu komunistického režimu. V prosinci 1991 vznikla společnost Gymnasium Jižní Město, s.r.o. Na jaře a v létě 1992 proběhly konkurzy na učitele a v létě 1992 byla škola zařazena do rejstříku škol MŠMT. Dne 1. září 1992 nastoupili první studenti do čtyřletého a šestiletého studia. V roce 2000 vzniklo (původně jako pobočka, od roku 2006 již jako samostatné) Gymnázium Sázavská v Praze 2. Došlo také k postupnému rozdělení učitelského sboru. V roce 2003 se stal ředitelem po Růženě Preissové Miroslav Hřebecký. Na jaře 2013 byl ředitelem školy jmenován Tomáš Mikeska. V roce 2014 změnila škola název z Gymnasia Jižní Město na Gymnázium Evolution Jižní Město (zkráceně GEVO Jižní Město) a v 1. ledna 2017 se škola opětovně spojila s Gymnázium Evolution Sázavská do jednoho právního subjektu Gymnázium Evolution, s.r.o. Generálním ředitelem je Mgr. Jan Teplý, ředitelem kampusu Jižní Město je Mgr. Matěj Bíža.

## Charakteristika školy
Gymnázium Evolution je soukromá střední škola působící v Praze, která nabízí čtyřleté i víceleté gymnaziální vzdělání. Škola klade důraz na propojení moderních výukových metod s tradicemi českého školství. Vyučování probíhá podle českého vzdělávacího programu, přičemž vybrané předměty jsou vyučovány v angličtině. Od roku 2020 je Gymnázium Evolution součástí mezinárodní sítě škol International Baccalaureate (IB), což umožňuje studentům absolvovat dvouletý IB Diploma Programme. Výuka v tomto programu se orientuje na rozvoj analytického a kritického myšlení, práce s informacemi a samostatné řešení komplexních problémů. Součástí školního vzdělávání je rovněž důraz na společenskovědní, přírodovědné i umělecké předměty a podpora mezipředmětových vazeb.

## Certifikáty školy
Gymnázium získalo v průběhu existence několik certifikátů. Mezi nimi jsou i tři mezinárodní. Prvním z nich byl v roce 2004 od International Education Society (IES). Studenti se též od roku školního roku 2015/16 mohou zapojit do mezinárodního programu Mezinárodní cena vévody z Edinburghu (DofE).Ve školním roce 2017/18 získává škola možnost nabízet studium v programu The International Baccalaureate Diploma Programme (IBDP) pro poslední dva roky studia, kde škola nabízí studium v anglickém jazyce.

## Školní muzikály
Tradice vánočních koncertů se v roce 2007 změnila, když byl uveden první ze čtyř autorských školních muzikálů. Umělecké kvarteto učitelů a zaměstnanců školy Lenka Vašátková, Michaela Šleglová, Jan Volt a Tomáš Kučera ve spolupráci se studenty a dalšími učiteli připravili v průběhu let tři muzikály Ludvík, Oratorium O Světostroji a Pekelnej Škvár. V roce 2017 se k původním autorům přidal Pavel Mokrejš a vzniknul muzikál Židle v kruhu. Muzikál a následnou kampaň Dávám židli do kruhu se podpořila řada českých osobností a výtěžek putoval do Národní ústav duševního zdraví na podporu destigmatizace duševního zdraví.
V roce 2025 uvedlo Gymnázium Evolution Jižní Město ve spolupráci se Střední školou Výmolova svůj pátý autorský muzikál s názvem JAK, inspirovaný dílem Jana Amose Komenského Labyrint světa a ráj srdce. Inscenace tematizuje střet světa sociálních sítí a influencerů s filozofickým odkazem Komenského. Významným přesahem bylo kompletní tlumočení představení do českého znakového jazyka, čímž se stalo plně přístupným i neslyšícím divákům. Jednu z rolí ztvárnil zpěvák Dan Bárta.

## Právnické osoby
| ID zařízení | Název zařízení | Kapacita | Ulice            | Obec    | Typ |
| ----------- | -------------- | -------- | ---------------- | ------- | --- |
| 048109355   | Střední škola  | 410      | Tererova 2135/17 | Praha 4 | C00 |

## Vyučované obory
| Popis oboru             | Forma vzdělání | Kód oboru   | Kapacita oboru | Délka vzdělání |
| ----------------------- | -------------- | ----------- | -------------- | -------------- |
| Gymnázium – všeobecné   | denní          | 79-41-K/601 | 220            | 8 r. 0 měs.    |
| Gymnázium – živé jazyky | denní          | 79-41-K/808 | 50             | 8 r. 0 měs.    |
| Gymnázium               | denní          | 79-41-K/81  | 270            | 8 r. 0 měs.    |
| Gymnázium – všeobecné   | denní          | 79-41-K/601 | 410            | 6 r. 0 měs.    |
| Gymnázium               | denní          | 79-41-K/61  | 410            | 6 r. 0 měs.    |